# Рогожарски СИМ-XIV-Х
Рогожарски СИМ–XIV-Х је југословенски хидроавион обалски извиђач, двомоторни нискокрилац са три члана посаде који је произведен 1939. године у југословенској фабрици авиона Рогожарски из Београда.

## Пројектовање и развој

### Развој авиона СИМ-XIV-Х и СИМ-XIVБ-Х
Авион СИМ-XIV-Х је пројектовао инж. Сима Милутиновић почетком 1936. године, на захтев Команде морнарице која је због застарелости хтела да замени Икарусов ИО. Прототип авиона је фабрика Рогожарски завршила јануара месеца 1938. године. Први пробни лет је обавио поручник Аугуст Цањко 8. фебруара 1938. године у Дивуљама. Након детаљног фабричког испитивања авион је наставио да тестира поручник бојног брода Еуген Шоштарић за рачун Поморског ваздухопловаства. Због незадовољавајућих резултата, фабрика је одлучила да направи нови труп без предње туреле, са подигнутим хоризонталним стабилизаторима и новим поклопцем пилотске кабине и носа авиона. Овако модификовани прототип је испитан у аеродинамичком тунелу у Варшави а авион са новим трупом је полетео у Дивуљама половином августа 1938. године. Прва серија од 6 примерака је поручена још док нису завршена сва тестирања прототипа а испоручена је у другој половини 1939. године. У серијској производњи су отклоњени сви недостаци који су уочени при тестирању прототипа. Поморско ваздухопловство га је класификовало као „двомоторни нискокрилац са слободноносећим крилом и бочним моторима.“ тај хидроавион на пловцима са три члана посаде је био опремљен за обалског извиђача са карактеристикама лаког бомбардера. Имао је три члана посаде, пилота, осматрача и стрелац радио-телеграфиста. Током коришћења, авион је међу пилотима и техничком особљу добио надимак „Велики Сим“. Значај овог авиона је у томе што је то био први двомоторни авион југословенске концепције и конструкције.

### Технички опис СИМ-XIV-Х
Авион СИМ-XIV-Х из прве серије је био комбиновано дрвено-металне конструкције, труп је елиптичног попречног пресека, носећа конструкција трупа израђена је од челичних цеви обложен шпером. Предњи део трупа је био засатакљен и у њему се налазила кабина осматрача, који је имао изванредну прегледност. У самој кабини осмарач је имао неопходну инструментацију за осматрање и бомбардовање. На горњој страни трупа се налазила кабина у којој је био смештен пилот и задњи стрелац чија је улога поред радио-телеграфисте био и заштита задње сфере авиона од напада противничких авиона. На располагању је имао митраљез који је уместо у турели био постављен на кардански носач. Репни део трупа од кабине до репа је била обложена платном. Труп се завршавао вертикалним стабилизатором и кормилом правца. Хоризонтални стабилизатор је са по једном упорницом био подупрт са доње стране о реп авиона. Покретни делови репних површина су били металне конструкције обложене платном. Конструкција крила је била, појачана носећа конструкција од дрвета обложена шпером, а облик крила је био елипсоидан. Сем код прототипа, код кога су крила била са горње стране снажним кратким упорницама везана за труп авиона код серијских авиона крила су била самоносећа. На сваком крилу је био уграђен по један мотор Аргус Ас-10Ц 240 KS. Мотор је имао 8 цилиндара постављених у облику обрнутог слова V са ваздушним хлађењем са вучном дрвеном елисом фиксног корака коју је такође пројектовао инж. С. Милутиновић. Пловни трап авион је имао два алуминијумска ЕДО пловка увезена из Канаде. Наоружање авиона се састојало од два митраљеза 7,9 mm (алтернативно један тешки митраљез 13,2 mm), и 1 бомба од 100 kg, 2 бомбе од 50kg и 12 бомби од 12kg.

### Технички опис СИМ-XIVБ-Х
Авиони друге серије имали су ознаку СИМ-XIVБ-Х а од авиона прве серије су се разликовали у томе што су имали појачане моторе Аргус Ас-10Е снаге 270 KS, и металне елисе са промељивим кораком. У овој серији је испоручено 12 примерака хидроавиона у другој половини 1940. године.
Авиони треће серије од 18 примерака авиона, која је прекинута избијањем рата, требало је да имају следеће измене: лакши хоризонтални реп, домаће пловке, допунско бомбардерско наоружање, и један авион са моторима од 450 KS.

## Наоружање
Основно наоружање авиона су биле против подморничке бомбе, Авион је могао понети једну бомбу од 100kg или две од по 50kg. За дејство против живе силе авион је могао да понесе 12 распрскавајућих бомби масе 12kg. Обично је авион био наоружан са два митраљеза један смештен у кабини осматрача у носу авиона а други у кабини задњег стрелца. Бомбардерски нишан је био југословенске производње ВиРо или за бомбардовање у бришућем лету такође домаћи нишан Брилет.
| Наоружање авиона: Рогожарски СИМ-XIV-Х и СИМ-XIVБ-Х |                                                       |
| Ватрено (стрељачко) наоружање                       |                                                       |
| Топ                                                 |                                                       |
| Митраљез                                            |                                                       |
| Број и ознака митраљеза                             | 2 (алтернативно 1 тешки митраљез)                     |
| Калибар                                             | 7,9 (алтернатива) 13,2                                |
| Бомбардерско наоружање (бомбе)                      |                                                       |
| Класичне авио бомбе                                 | слободно падајуће авио бомбе 1 х 100kg; 2 x 50kg; 12 x 12 |
| Укупна маса                                         | 150                                                   |
| Ракетно наоружање (ракете)                          |                                                       |

## Оперативно коришћење
Сви произведени авиони СИМ-XIV-Х и СИМ-XIVБ-Х су распоређивани у две поморске базе Дивуље (код Сплита) и Кумбор (Бока Которска). Из практичних разлога авиони који су при регистрацији добили непарне бројеве лоцирани су у бази Кумбор а авиони са парним бројевима базирани су у Дивуљама. У току предратног службовања авиони су обављали дужност за коју су пројектовани, стим што је била интензивнија активност на преобуци и тренажи пилота с обзиром на приближавање ратне опасности. У том периоду страдала су три авиона (сви из друге серије), остали авиони (16 примерака) су ушли у рат.

### Авиони СИМ-XIV-Х и СИМ-XIVБ-Х у Другом светском рату
Ови авиони су коришћени у Априлском рату у операцијама против Немаца и Италијана дуж Јадранске обале. Обављали су задатке извиђања и помоћ при минирању лука. При ратним операцијама у Априлском рату уништено је пет авиона овог типа. Четири је из базе у Боки покушало да прелети за Грчку од којих су на том путу страдала 2, један се вратио а један је преко Саламани и Крита прелетео за Египат. Тамо је укључен у РАФ и коришћен је на задацима осматрања Средоземног мора. Настрадао је у пешчаној олуји 2. фебруара 1942. године.
Италијани су запленили укупно 8 авиона овог типа, један СИМ-XIV-Х и 7 примерака СИМ-XIVБ-Х. Ови авиони су били предмет њихове велике пажње, били су нови и добро одржавани и имали за њих велику употребну вредност. Један примерак је одмах пребачен у опитни центар (Виња ди Вале) на испитивање а други су пребачени у Италију у вадухопловну школу (Орбетело). Коришћени су до краја 1942. године за обуку, тренажу пилота и одржавање комуникација и показали боље резултате од оних које је авион показао при испитивању у Југославији.

## Земље које су користиле овај авион
| - Југославија: - Уједињено Краљевство - Италија |